# Pinguicula poldinii
Pinguicula poldinii är en tätörtsväxtart som beskrevs av J. F. Steiger och Casper. Pinguicula poldinii ingår i släktet tätörter, och familjen tätörtsväxter. Inga underarter finns listade i Catalogue of Life.